# Miguel Yamuni Tabush
Miguel Yamuni Tabush (San José, 27 de noviembre de 1915 - 2 de mayo de 2013) fue un diplomático de carrera costarricense.

## Biografía
Nació en San José, el 27 de noviembre de 1915. Casó con Daisy Tabush.
Diplomado en Administración de Negocios en el Assumption College de Windsor, Canadá, y en Ciencias Económicas en la Detroit Business University, y como piloto aviador en la Escuela Nacional de Aviación. 
Ingresó al servicio diplomático de Costa Rica en 1960. Fue embajador de Costa Rica en el Líbano (1963-1966) y concurrente en Egipto, Jordania, Kuwait y Siria (1964-1966), embajador en España (1972-1976) y concurrente en Egipto y Marruecos (1973-1976) y Túnez (1974-1981), embajador en Kuwait (1979-1981) y concurrente en Arabia Saudita (1978-1981) y los Emiratos Árabes Unidos y el Líbano (1980-1981), embajador en Kenia (1982-1985), embajador en Panamá (1986-1989) y embajador en la Gran Bretaña (1989-1990). 
En la actualidad es asesor honorario de la Cancillería costarricense. Ha sido condecorado por la República Argentina, España, el Líbano, Panamá y el Perú. 
También fue cónsul honorario del Líbano en Costa Rica.